# Keluke (köpinghuvudort i Kina, Qinghai Sheng, lat 37,32, long 97,13)
Keluke är en köpinghuvudort i Kina. Den ligger i provinsen Qinghai, i den nordvästra delen av landet, omkring 420 kilometer väster om provinshuvudstaden Xining. Antalet invånare är 12 193. Befolkningen består av 5 884 kvinnor och 6 309 män. Barn under 15 år utgör 22,0 %, vuxna 15-64 år 73 %, och äldre över 65 år 4,0 %.
Runt Keluke är det mycket glesbefolkat, med 4 invånare per kvadratkilometer. Det finns inga andra samhällen i närheten. Trakten runt Keluke är ofruktbar med lite eller ingen växtlighet.
Genomsnittlig årsnederbörd är 205 millimeter. Den regnigaste månaden är juni, med i genomsnitt 50 mm nederbörd, och den torraste är december, med 1 mm nederbörd.